# Sailly-Laurette
Sailly-Laurette és un municipi francès situat al departament del Somme i a la regió de Nord - Pas de Calais - Picardia. L'any 2007 tenia 290 habitants.

## Demografia

### Població

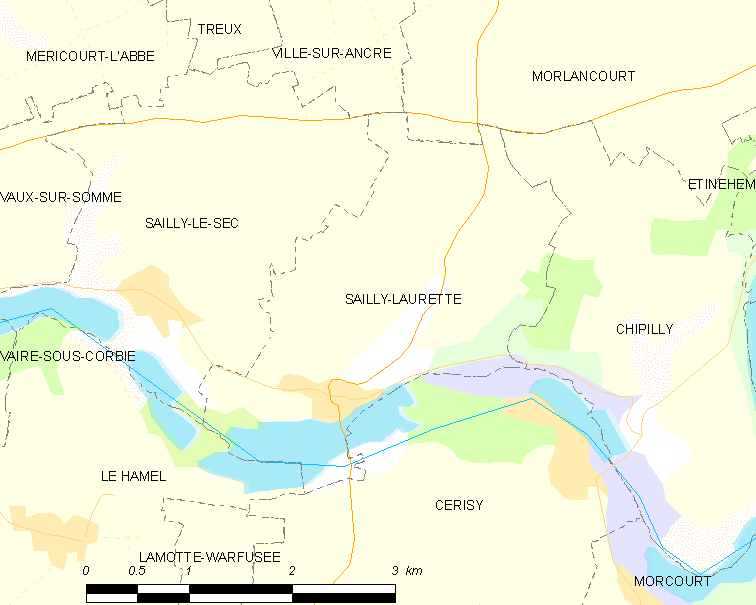

El 2007 la població de fet de Sailly-Laurette era de 290 persones. Hi havia 120 famílies de les quals 37 eren unipersonals (7 homes vivint sols i 30 dones vivint soles), 34 parelles sense fills, 45 parelles amb fills i 4 famílies monoparentals amb fills.
La població ha evolucionat segons el següent gràfic:
Habitants censats

### Habitatges
El 2007 hi havia 189 habitatges, 119 eren l'habitatge principal de la família, 53 eren segones residències i 17 estaven desocupats. 186 eren cases i 2 eren apartaments. Dels 119 habitatges principals, 94 estaven ocupats pels seus propietaris, 22 estaven llogats i ocupats pels llogaters i 3 estaven cedits a títol gratuït; 5 tenien dues cambres, 17 en tenien tres, 36 en tenien quatre i 62 en tenien cinc o més. 91 habitatges disposaven pel capbaix d'una plaça de pàrquing. A 59 habitatges hi havia un automòbil i a 49 n'hi havia dos o més.

### Piràmide de població

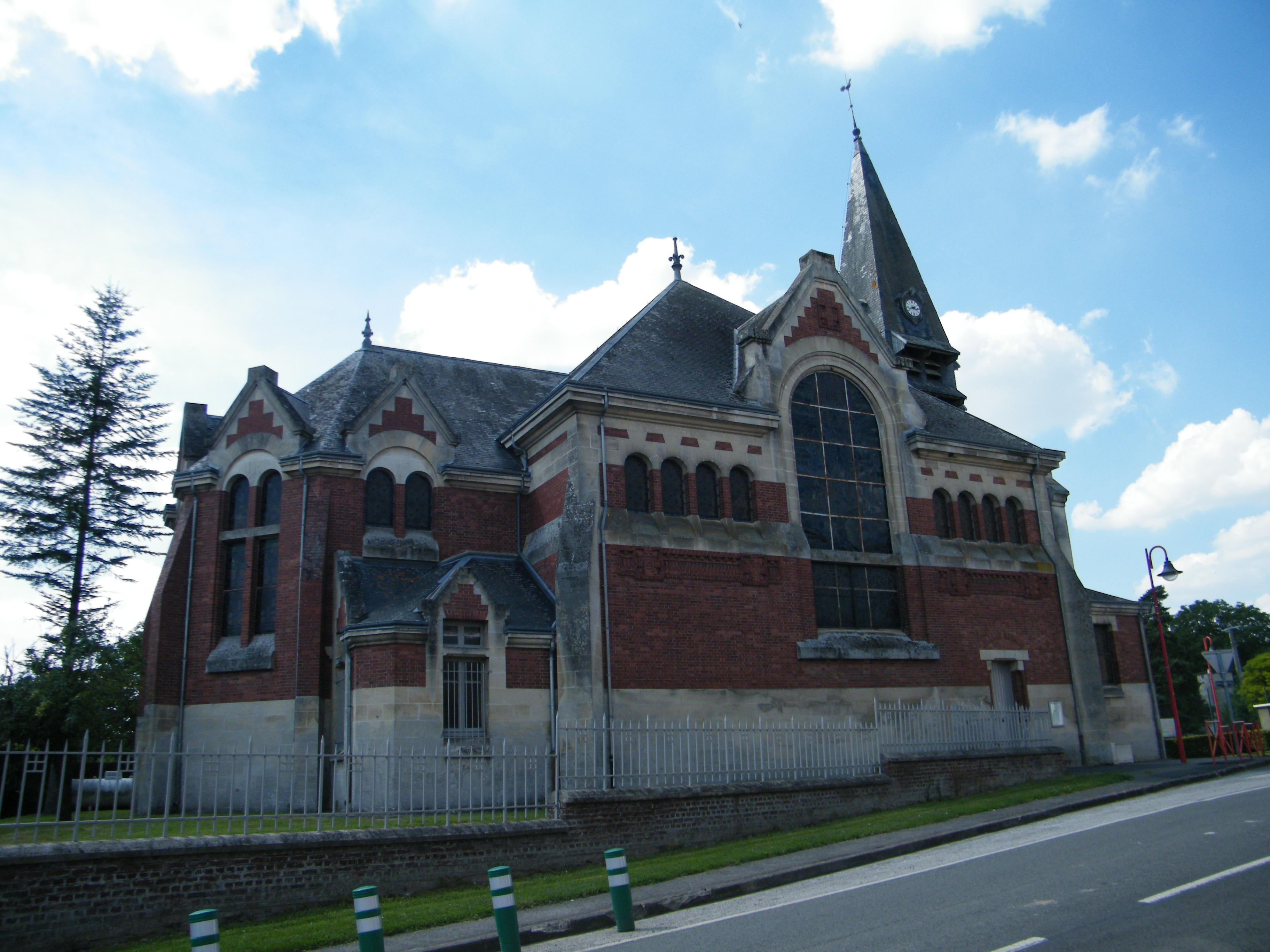

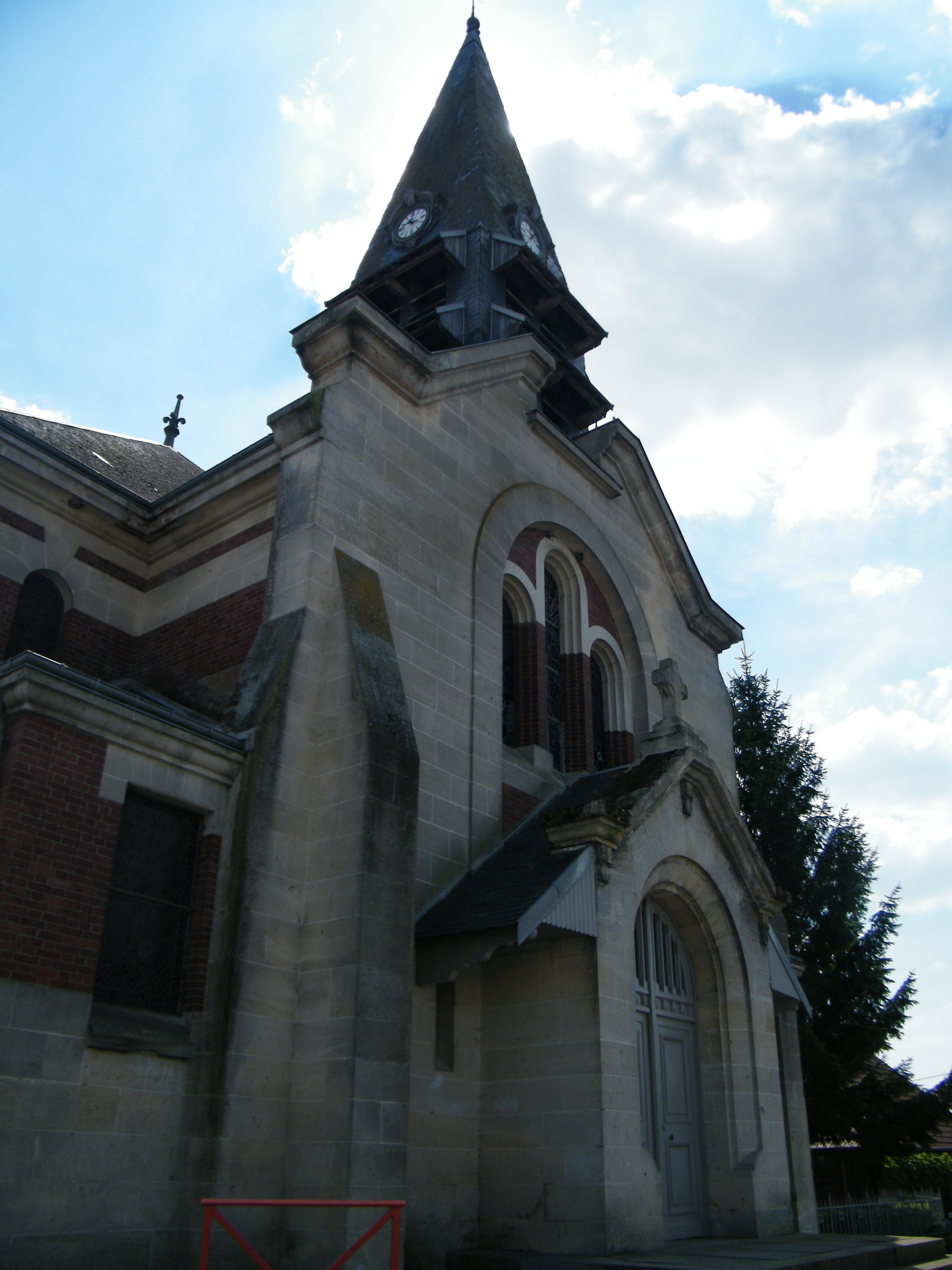

La piràmide de població per edats i sexe el 2009 era:
| Homes | Edats   | Dones |
| ----- | ------- | ----- |
| 0     | 95 o +  | 0     |
| 0     | 90 a 94 | 0     |
| 4     | 85 a 89 | 4     |
| 0     | 80 a 84 | 4     |
| 12    | 75 a 79 | 12    |
| 4     | 70 a 74 | 8     |
| 0     | 65 a 69 | 16    |
| 0     | 60 a 64 | 8     |
| 4     | 55 a 59 | 0     |
| 4     | 50 a 54 | 0     |
| 8     | 45 a 49 | 12    |
| 8     | 40 a 44 | 8     |
| 32    | 35 a 39 | 24    |
| 4     | 30 a 34 | 12    |
| 0     | 25 a 29 | 0     |
| 12    | 20 a 24 | 0     |
| 12    | 15 a 19 | 12    |
| 16    | 10 a 14 | 12    |
| 8     | 5 a 9   | 12    |
| 4     | 0 a 4   | 12    |

## Economia

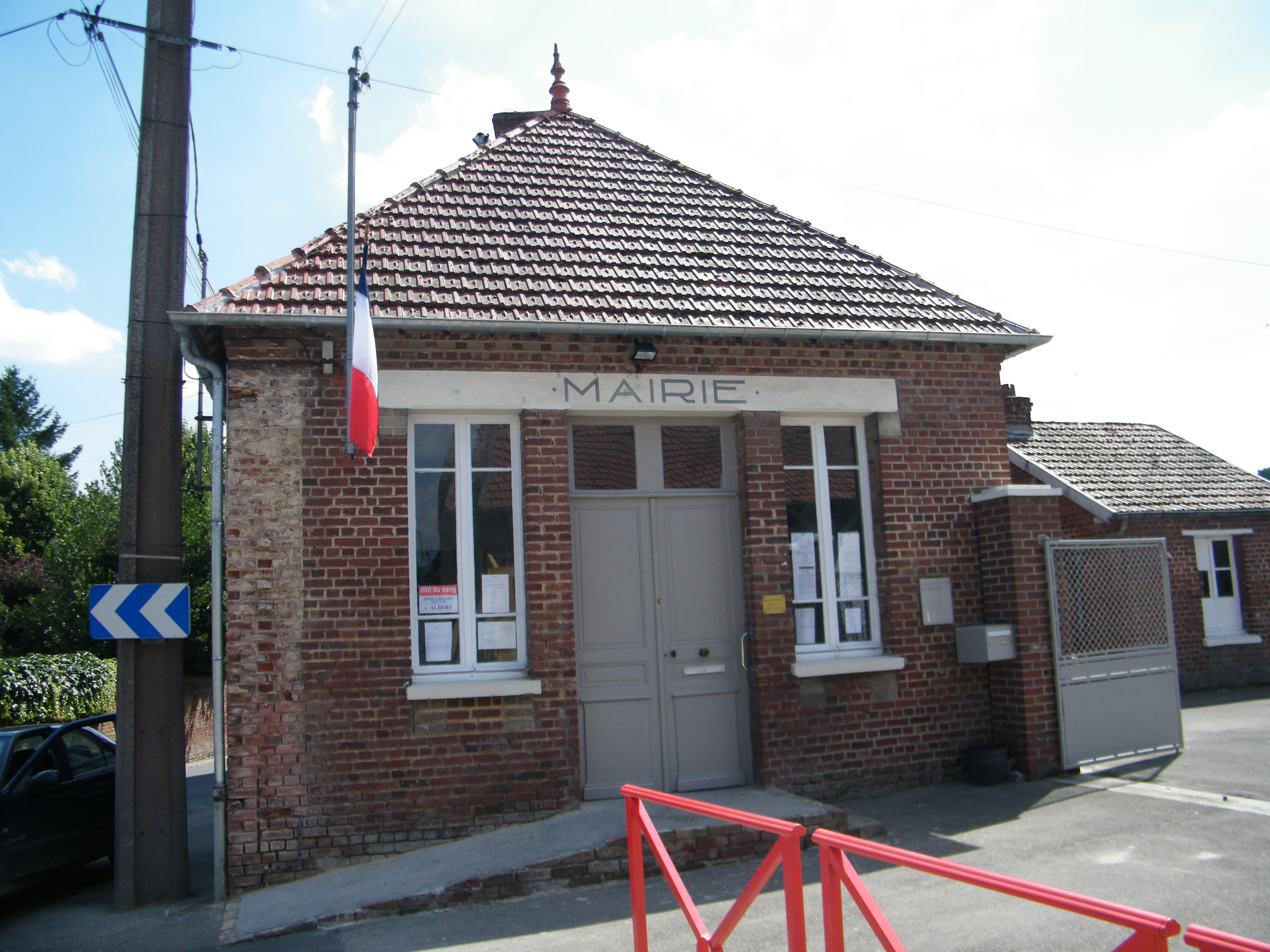

El 2007 la població en edat de treballar era de 183 persones, 137 eren actives i 46 eren inactives. De les 137 persones actives 122 estaven ocupades (71 homes i 51 dones) i 15 estaven aturades (6 homes i 9 dones). De les 46 persones inactives 20 estaven jubilades, 10 estaven estudiant i 16 estaven classificades com a «altres inactius».

### Ingressos
El 2009 a Sailly-Laurette hi havia 125 unitats fiscals que integraven 320,5 persones, la mediana anual d'ingressos fiscals per persona era de 17.534 €.

### Activitats econòmiques
Dels 5 establiments que hi havia el 2007, 3 eren d'empreses d'hostatgeria i restauració, 1 d'una empresa d'informació i comunicació i 1 d'una empresa de serveis.
L'únic servei als particulars que hi havia el 2009 era un restaurant.
L'any 2000 a Sailly-Laurette hi havia 6 explotacions agrícoles.

## Equipaments sanitaris i escolars
El 2009 hi havia una escola maternal integrada dins d'un grup escolar amb les comunes properes formant una escola dispersa.

## Poblacions més properes
El següent diagrama mostra les poblacions més properes.